# Sistema monetario carolingio

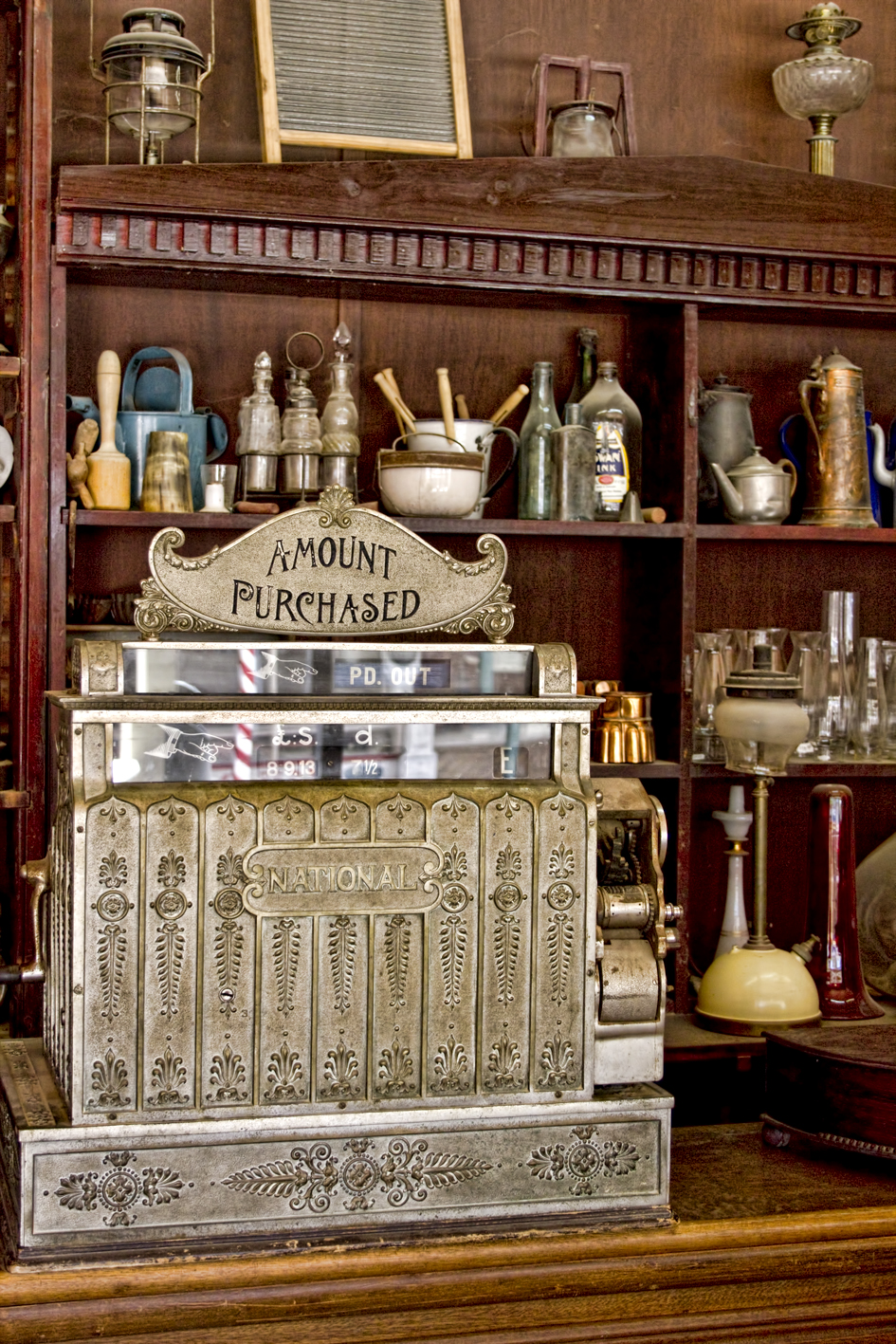
Máquina registradora con el símbolo £sd

Se conoce como sistema monetario carolingio a un sistema monetario usado en Europa, cuya abreviatura era £sd (por librae (£), solidi y denarii, también escrita lsd). Este sistema fue usado para designar a muchas de las divisas de Europa, sobre todo en las islas británicas y, por extensión, en el Imperio británico y, más tarde, en los países miembros del Commonwealth. 
Por otra parte, los símbolos £ y ₤ eran usados en Italia para la lira italiana hasta la adopción del euro en 2002. El Reino Unido, al no formar parte de la eurozona, se sigue utilizando el símbolo para designar a la libra esterlina, aunque adoptó el sistema de numeración decimal el 15 de febrero de 1971.

## Historia
El sistema tenía su origen en el Imperio romano, siendo reintroducido por Carlomagno con un decreto de 794 que estableció que la divisa para todo el Sacro Imperio Romano Germánico sería el denarius de plata. Los territorios de la Corona de Aragón utilizaban el mismo sistema: 1 libra (libra jaquesa) = 20 sueldos o 240 dineros (1 sueldo = 12 dineros). Por el contrario, la Corona de Castilla utilizaba el maravedí, de origen árabe, de los cuales 375 correspondían a un ducado y 34 al real de vellón.

## Uso en distintos países

### Australia
Hasta la Commonwealth Banking Act de 1910, Australia no podía emitir su propia moneda. Las primeras monedas de chelín australiano, acuñadas en el Royal Mint de Londres, se emitieron el 1 de marzo de 1910. Con la Australian Notes Act de 1 de noviembre de 1910, se autorizó la emisión de billetes por valor de diez shillings (10/-), una libra (£1), cinco libras (£5), diez libras (£10), veinte libras (£20), cincuenta libras (£50), cien libras (£100) y mil libras (£1000). Los dos primeros se empezaron a circular en 1913 y los otros el año siguiente.
El 14 de febrero de 1966, la libra australiana fue reemplazada por el actual dólar australiano. 

### Estados Unidos
Tras la firma del Tratado de París entre el Reino de Gran Bretaña y los Estados Unidos en 1783, que puso fin a la guerra de Independencia de los Estados Unidos y a pesar de la Coinage Act de 1792 que obligaba el uso de dólar, dime, céntavo y mill/mille, los símbolos £sd/lsd seguían siendo usados para la unidad de cuenta y, en algunos casos, como moneda de cambio, varias décadas después. Así, en 1822, John Quincy Adams afirmaría que:
| Y así resulta que se aplican términos ingleses de forma absurda y diversa a monedas españolas mientras que, para la gran mayoría del pueblo, nuestra dime y mille, establecidas por ley, siguen formando parte de los misterios ocultos de los secretos de estado políticos y económicos. | And thus we have English denominations most absurdly and diversely applied to Spanish coins; while our own lawfully established dime and mille remain, to the great mass of the people, among the hidden mysteries of political economy – state secrets. John Quincy Adams (1822). |

Asimismo, el político, exfiscal general del Estado de Nueva Jersey y juez, Lucius Elmer, escribiría en 1869 que
| Aún ahora, en Nueva York y East Jersey, en donde el octavo de dólar, durnate tanto tiempo la moneda en uso, correspondía al chelín de cuenta, es habitual decir el precio de los artículos por debajo de dos o tres dólares, en chelines, por ejemplo, diez chelines en lugar de dólar y cuarto. | Even now, in New York, and in East Jersey, where the eighth of a dollar, so long the common coin in use, corresponded with the shilling of account, it is common to state the price of articles, not above two or three dollars, in shillings, as for instance, ten shillings rather than a dollar and a quarter. Lucius Elmer (1869). |

### Reino Unido
Libra esterlina, chelines y peniques.

#### Escocia
La libra escocesa fue introducida por David I y fue la moneda de curso legal en el Reino de Escocia antes de su unión política y monetaria con el Reino de Inglaterra en 1707. Hasta entonces, se siguió acuñando monedas propias en Escocia. Con el Acta de Unión de ese año, la libra escocesa fue reemplazada por la libra esterlina a razón de 12 a 1, aunque siguió utilizándose en Escocia como unidad monetaria. En la actualidad, los tres bancos nacionales de compensación principales de Escocia (el Royal Bank of Scotland, el Banco de Escocia y el Clydesdale Bank) siguen imprimiendo libras en papel para circulación doméstica aunque son aceptados en todo el Reino Unido.